# Antoni Lucci
Antoni Lucci (ur. 2 sierpnia 1681 w Agnone del Sannino we Włoszech, zm. 25 lipca 1752 w Bovino) – włoski franciszkanin konwentualny, biskup, błogosławiony.
Uczył się najpierw w rodzinnym Agnone del Sannino, a następnie w Neapolu i w Asyżu. Będąc już franciszkaninem poznał późniejszego świętego Franciszka Antoniego Fasaniego.
Był profesorem i prefektem studiów w Agnone, następnie prowincjałem i rektorem kolegium św. Bonawentury w Rzymie. W 1729 został wyniesiony na stolicę biskupią w Bovino przez papieża Benedykta XIII. Jako biskup wprowadzał dyscyplinę kościelną, wybudował katedrę, seminarium duchowne i liczne kościoły.
Był autorem podręcznika teologii i dziejów świętych franciszkańskich z wczesnego okresu zakonu – Ragioni istoriche.
Beatyfikowany został przez papieża Jana Pawła II 18 czerwca 1989.